# Otjiwarongo
Otjiwarongo é uma cidade da Namíbia, localizada na região de Otjozondjupa.
Otjiwarongo está situada no centro-norte da Namíbia, na estrada de ferro TransNamib, sendo o maior centro de negócios da região de Otjozondjupa.